# Invented
Invented é o sétimo álbum de estúdio da banda Jimmy Eat World, lançado no dia 28 de Setembro de 2010, através da  Interscope Records. O primeiro single do álbum foi "My Best Theory".
O disco foi produzido por Mark Trombino, que também produziu outros álbuns do Jimmy Eat World, Static Prevails (1996), Clarity (1999) e Bleed American (2001).

## Faixas
Todas as canções foram escritas e compostas pela banda.
1. "Heart Is Hard to Find" - 3:18
2. "My Best Theory" - 3:23
3. "Evidence" - 4:41
4. "Higher Devotion" - 3:02
5. "Movielike" - 3:50
6. "Coffee and Cigarettes" - 3:46
7. "Stop" - 3:37
8. "Littlething" - 4:07
9. "Cut" - 4:57
10. "Action Needs an Audience" - 2:45
11. "Invented" - 7:07
12. "Mixtape" - 6:32

## Tabelas musicais
| Tabelas                         | Melhor posição |
| ------------------------------- | -------------- |
| Austrália Albums Chart          | 20             |
| Canadá Albums Chart             | 22             |
| Canadá Alternative Albums       | 5              |
| UK Albums Chart                 | 29             |
| Billboard 200                   | 11             |
| Billboard Alternative Albums    | 2              |
| Billboard Billboard Rock Albums | 3              |